# Henryk Błaszkowski

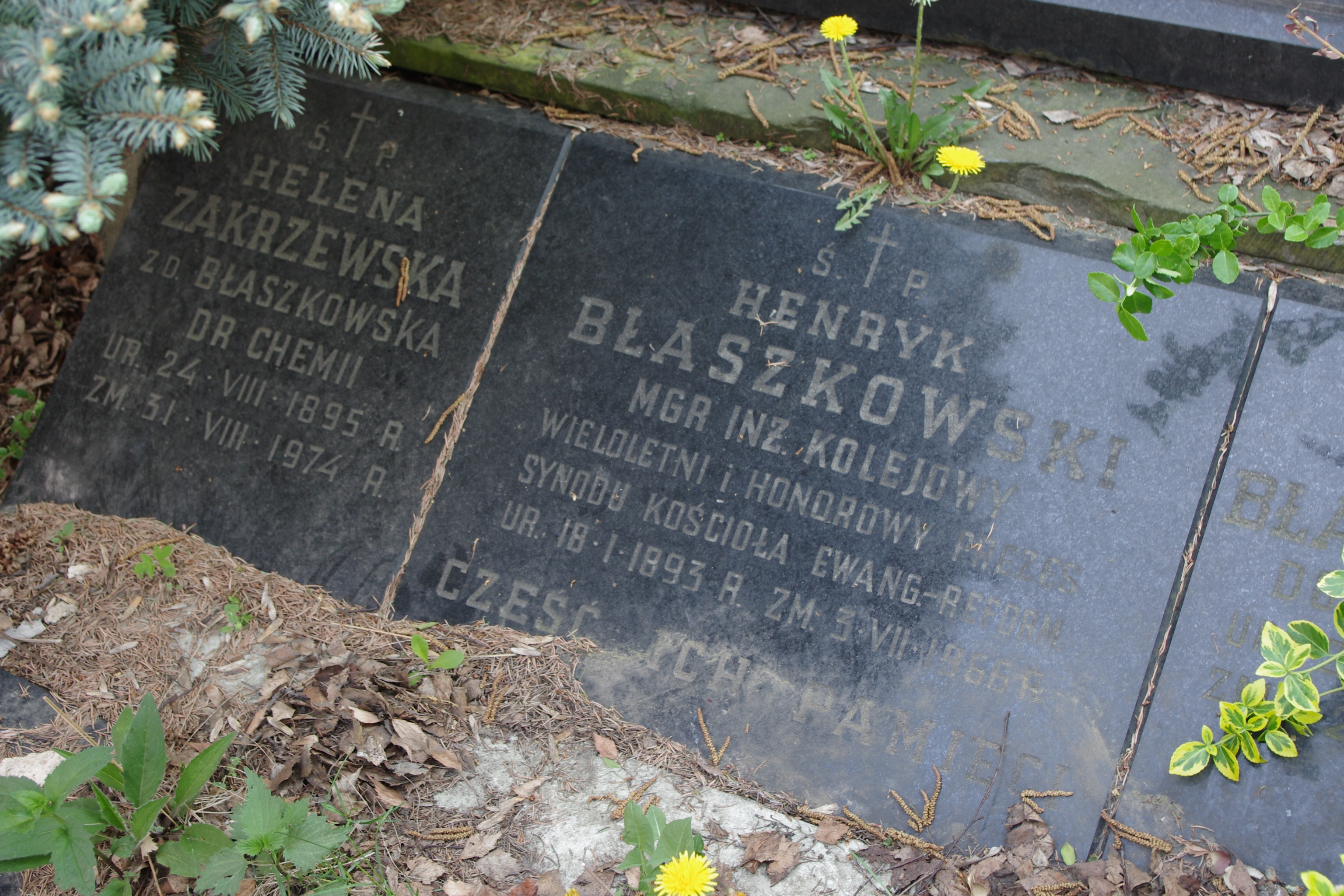
Grób inżyniera Henryka Błaszkowskiego na Cmentarzu ewangelicko-reformowanym w Warszawie

Henryk Błaszkowski (ur. 18 stycznia 1893 w Warszawie, zm. 3 lipca 1966 tamże) – polski inżynier mechanik kolejnictwa, działacz Kościoła ewangelicko-reformowanego.

## Życiorys
Był synem Leona (prawnika, sędziego Sądu Najwyższego) i Milady z Krostów. Pracował jako p.o. naczelnika wydziału Dyrekcji Okręgowej Kolei Państwowych w Gdańsku, był też dyrektorem Departamentu Zasobów Kolejowych w Ministerstwie Komunikacji oraz redaktorem Wydawnictw Komunikacji i Łączności. Podobnie jak ojciec działał w Kościele ewangelicko-reformowanym, był członkiem i wiceprezesem Kolegium Kościelnego zboru warszawskiego oraz prezesem (i członkiem honorowym) Synodu Kościoła Ewangelicko-Reformowanego w Polsce. W czasie II wojny światowej wraz z rodziną był zaangażowany w działalność konspiracyjną w ZWZ i AK. 
Zmarł w Warszawie. Pochowany na Cmentarzu ewangelicko-reformowanym w Warszawie (sektor B-1-5).
W powstaniu warszawskim zginęli jego żona Anna z Čubów (ur. 1894), z pochodzenia Czeszka oraz dzieci: córka Milada zamężna Kowalska (ur. 25 września 1919), sanitariuszka i syn Zbigniew (ur. 16 stycznia 1921).

## Ordery i odznaczenia
- Złoty Krzyż Zasługi (dwukrotnie: 10 listopada 1933[2], 20 lipca 1946[3])